# 日華化学
日華化学株式会社（にっかかがく）は、福井県福井市に本社を置く企業。繊維加工用界面活性剤の製造・販売を主力に、業務用洗剤・化粧品の製造・販売やバイオ事業などを展開する。

## 沿革
- 1938年（昭和13年） 合資会社日華化学工業所を設立。
- 1941年（昭和16年） 日華化学工業株式会社を設立。
- 1988年（昭和63年） 日華化学株式会社に商号変更。
- 1993年（平成5年） 名古屋証券取引所2部上場。
- 2015年（平成27年） 筆頭株主であった江守グループホールディングス（後のサスティナ）が経営破綻し、主要株主に変動があった。
- 2015年（平成27年） 東京証券取引所2部上場。
- 2016年（平成28年） 東京証券取引所1部及び名古屋証券取引所1部に指定替え。
- 2023年（令和5年） 東京証券取引所における市場区分をスタンダード市場へ変更[1]。
- 2024年（令和5年）経済産業省によって2024年度健康経営優良法人に認定される[2]。

## 事業所
- 本社／NICCA イノベーションセンター／界面科学研究所／毛髪科学研究所（福井市）
- 鯖江工場（鯖江市）
- 鹿島工場（茨城県神栖市）
- 東京支店（東京都中央区）
- ヘア サイエンス スクエア 東京（東京都渋谷区）
- 大阪支店（大阪府大阪市北区）
- 名古屋支店（愛知県名古屋市東区）
- 仙台営業所（宮城県仙台市）
- 広島営業所（広島県広島市）
- 福岡営業所（福岡県福岡市博多区）

## 海外拠点
- 台湾日華化学工業股有限公司（台湾・台北市）
- NICCA KOREA CO., LTD.（大韓民国・ソウル特別市）
- HONG KONG NICCA CHEMICAL LTD.（香港）
- 広州日華化学有限公司（中華人民共和国・広東省広州市）
- 日華化学技術諮詢（上海）有限公司（中国・上海市）
- 浙江日華化学有限公司（中国・浙江省杭州市）
- STC NICCA CO., LTD.（タイ・バンコク）
- PT. INDONESIA NIKKA CHEMICALS（インドネシア）
- NICCA VIETNAM CO.,LTD.（ベトナム）
- NICCA U.S.A., INC.（アメリカ）

## 国内関連企業
- 山田製薬株式会社（東京都墨田区） 医薬品、化粧品、健康食品、水関係品、雑貨品等の製造販売
  - 工場（茨城県かすみがうら市）
- 株式会社ニッコー化学研究所（東京都大田区） 界面活性剤製造並びに技術研究指導、医薬品・医薬部外品等製造工業
- 江守エンジニアリング株式会社（福井市） 化学工業用、繊維産業用、原子力産業用等各種設備の設計、 販売、施工据え付け保全業務
- ソルベイ日華株式会社（東京都港区） 各種界面活性剤、各種添加剤の研究、開発、輸出入、製造及び販売

## アクセス
- 京福バス「日華化学前」下車。
- えちぜん鉄道「日華化学前駅」下車。
- E8 北陸道 福井北ICより約5km